# Награда „Стефан Првовенчани”
Награда „Стефан Првовенчани” је признање које се додељује изузетном ствараоцу, уметнику или научнику, за делатност од националног значаја.
Награда се додељује у оквиру манифестације „Рашке духовне свечаности” почев од 2000. године. Иницијатори награде били су Слободан Ракитић, Милисав Савић, Милица Новковић и Тиодор Росић, ради очувања сећања на славну прошлост немањићке Србије. Награда се састоји од Повеље, медаље (рад академског вајара Љубише Манчића) и новчаног износа. Уручење се приређује на Преображење, на завршној вечери манифестације.

## Добитници
Добитници награде су:
- 2000 — Светислав Божић
- 2001 — Милорад Бата Михаиловић
- 2002 — Михаило Ђурић
- 2003 — Миодраг Павловић
- 2004 — Емир Кустурица
- 2005 — Саво Ракочевић, сликар
- 2006 — Слободан Ракитић
- 2007 — Данко Поповић
- 2008 — Драгослав Михаиловић
- 2009 — Бора Дугић
- 2010 — Предраг Ристић[3]
- 2011 — Милисав Савић[4]
- 2012 — Исидора Жебељан
- 2013 — Тимоти Џон Бајфорд[5]
- 2014 — Душан Ковачевић[6]
- 2015 — Петар Пеца Поповић
- 2016 — Мики Манојловић[7]
- 2017 — Миомир Кораћ, археолог[8]
- 2018 — Ђорђе Кадијевић[9]
- 2019 — Небојша Брадић[10]
- 2020 — Бранко Кукић, књижевник[11]
- 2021 — Стефан Миленковић[12]
- 2022 — Дарко Танасковић[13]
- 2023 — Радослав Зеленовић[14]
- 2024 — Милена Марковић[15]